# Anno liturgico della Chiesa luterana
L'anno liturgico tedesco della Chiesa Luterana deriva da quello cattolico precedente al Concilio di Trento. Alcune domeniche sono indicate con il nome latino della prima parola dell'introitus della messa di quella domenica.

## Der Weihnachtsfestkreis
Il Der Weihnachtsfestkreis, in italiano il tempo del Natale, si compone di:
- Adventssonntage, le quattro domeniche di Avvento precedenti al Natale[1], il cui tempo è considerato un periodo di preparazione, analogamente alla quaresima per la Pasqua.
- Heilig Abend, la Notte Santa (24 dicembre)
- Natale, prima feria (25 dicembre) e seconda feria (26 dicembre)
- Epiphanias, l'Epifania (6 gennaio)
- Abhängigkeit von Ostern, fino a sei domeniche posteriori l'Epifania

## Der Osterfestkreis
Il Der Osterfestkreis, in italiano il tempo della Pasqua, si compone di:
- Passionszeit, tempo di passione (comprese alcune domeniche di digiuno: Septuagesimae, Sexagesimae, Estomihi oppure Quinquagesimae)
- Fastnacht, la Notte di Digiuno, il martedì precedente la Quaresima[2]
- Aschermittwoch, il Mercoledì delle Ceneri
- Palmsonntag, la Domenica delle Palme, che celebra l'ingresso di Cristo a Gerusalemme
- Gründonnerstag, il Giovedì santo, giorno di ringraziamento per l'istituzione della Cena
- Karfreitag, il Venerdì Santo, che ricorda la passione e la morte di Gesù
- Karsamstag, il Sabato Santo
- Ostersonntag, la Domenica di Pasqua[3]
- Ostermontag, il Lunedì di Pasqua
- Christi Himmelfahrt, l'Ascensione
- Pfingstsonntag, la domenica di Pentecoste
- Pfingstmontag, il lunedì di Pentecoste

## Die Trinitatiszeit
Il Die Trinitatiszeit, in italiano il tempo della Trinità, si compone di:
- Dreifaltigkeitssonntag, la Santissima Trinità
- Reformationstag, la Festa della Riforma (31 ottobre)

## Das Kirchenjahresende
Il Das Kirchenjahresende, in italiano il tempo finale dell'anno liturgico, si compone delle tre domeniche precedenti l'Avvento.

## Storia
Un esempio dei cambiamenti dell'anno liturgico nel corso della storia sono i giorni festivi religiosi nella Lipsia di Johann Sebastian Bach. In quella città venivano osservati i seguenti giorni festivi evangelici: San Giovanni (Johannis) il 24 giugno, la Visitazione di Maria (Mariä Heimsuchung) il 2 luglio, San Michele (Michaelis) il 29 settembre, Purificazione di Maria (Mariä Reinigung) il 2 febbraio, e l'Annunciazione di Maria (Mariä Verkündigung) il 25 marzo. Queste festività si trovano tuttora nel calendario liturgico del Libro dei Canti Evangelico (1993), ma vengono considerate "cattoliche" dalla maggior parte dei cristiani evangelici.